# Quarta ondata femminista

Logo Woman Power

La quarta ondata femminista (in inglese Fourth-wave feminism) è l'ultima iterazione in ordine cronologico del movimento femminista occidentale. Si sviluppa a partire dagli anni 2010 e si distingue dai femminismi precedenti a livello metodologico, con il massiccio impiego dei social media, e a livello di contenuto, concentrandosi in modo particolare sull'intersezionalità (il sovrapporsi di diversi tipi di discriminazione).

## Intersezionalità

### Relazione con la terza ondata
Già nell'ambito della terza ondata femminista l'attenzione di studiose ed attiviste si è concentrata sulla differenza tra donne, e non più solamente sulla differenza tra uomini e donne valorizzata dal femminismo radicale durante la seconda ondata. Si è evidenziato come il movimento, fino a quel momento, avesse assunto un'idea di esperienza femminile troppo universale, senza tenere conto dei punti di vista di donne diverse rispetto alle rappresentanti della classe media bianca occidentale. Da questa nuova consapevolezza derivano una serie di teorie femministe collaterali, come il femminismo post-coloniale, il femminismo afro-americano ed il femminismo lesbico. Tra le critiche avanzate a questa prima apertura all'intersezionalità c'è l'osservazione degli scarsi risultati ottenuti a livello di effettiva trasformazione delle pratiche politiche, oltre alla persistente marginalità delle donne non bianche, ed in particolare delle donne migranti, che si ritrovano spesso raccontate da studiose bianche e private di reali spazi di ascolto ed espressione diretta.

### Intersezionalità e violenza di genere
Tenendo conto dei fallimenti e delle critiche di cui è stata oggetto l'ondata precedente, soprattutto in tema di intersezionalità, la quarta ondata mette l'accento su come le lotte portate avanti da numerosi soggetti oppressi siano dovute a discriminazioni basate sulla “sovrapposizione di diverse identità sociali, non solo quella di genere”: ad esempio, è necessario considerare come intrecciate tra loro le discriminazioni sia di genere che di razza subite dalle donne nere per poterle comprendere appieno. È stata sottolineata l'importanza di aprire spazi ampi per tutte quelle donne già parte di una minoranza in quanto tali, ma che ne sperimentano anche una seconda in quanto appartenenti alla classe lavoratrice, migranti, casalinghe, disoccupate, di etnia diversa da quella occidentale o discostate dall'eteronormatività.

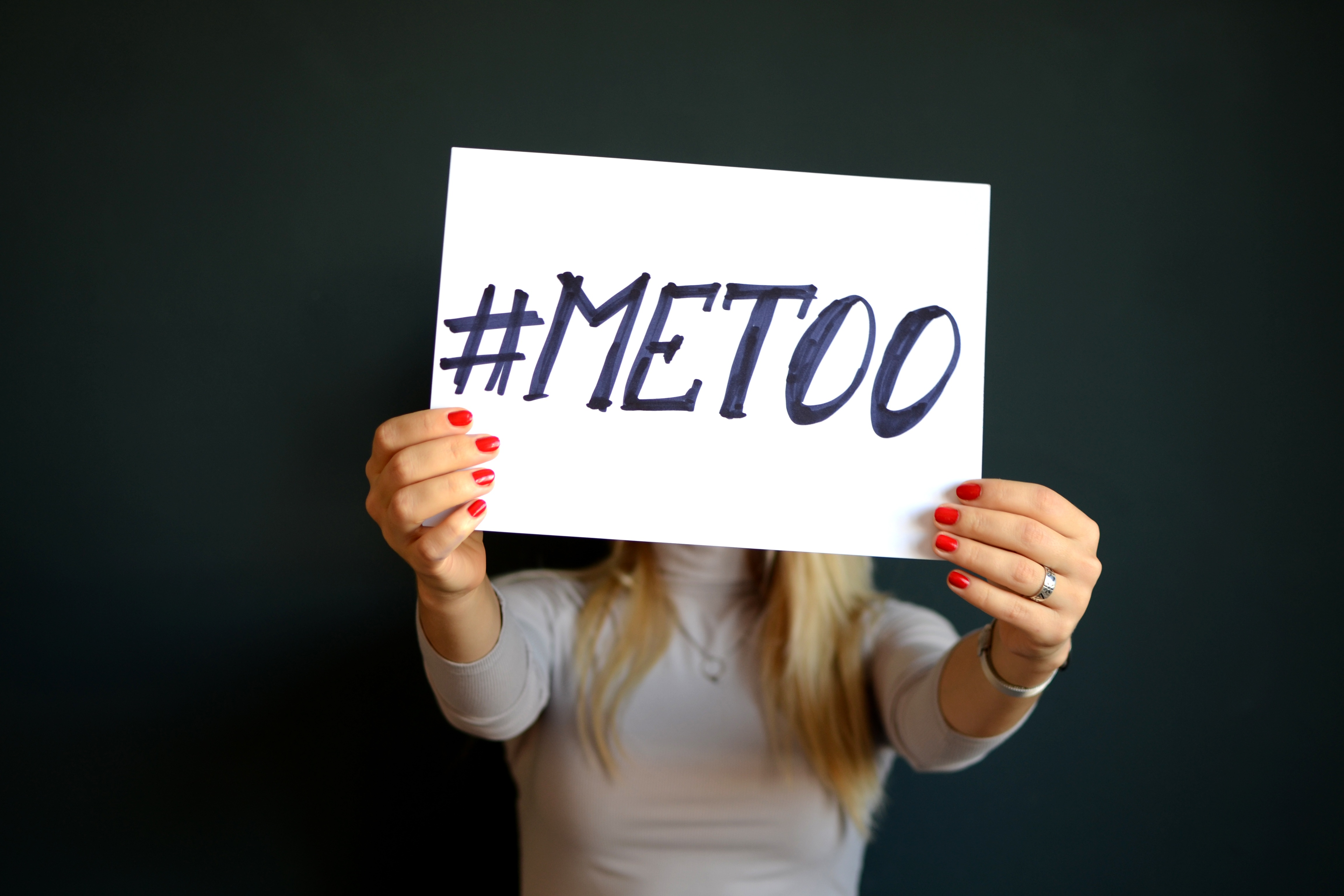
Hashtag "Me Too"

Lo sviluppo di questa dimensione sempre più attenta a dare voce alle donne subordinate è stato facilitato dall'accesso immediato all'informazione garantito dalla rete e dai social media, che hanno dato maggiore visibilità a temi quali le disparità sociali ed economiche affrontate dalle donne nel corso della storia, e la questione della violenza di genere. Il femminismo di quarta ondata fa propria questa ultima lotta in particolare, come attestano le numerose iniziative, organizzazioni ed associazioni volte a sensibilizzare e ad aiutare le donne vittime di violenza.  Tra queste vi sono  “Non una di meno”, rete creata in Argentina e diffusasi soprattutto in Italia dopo il femminicidio della quattordicenne Chiara Paez, uccisa dal fidanzato nel 2015 mentre era incinta, e il movimento Me Too, contro le molestie nel mondo dello spettacolo, iniziato in seguito allo scoppio del caso Weinstein nel 2017.

## Social media

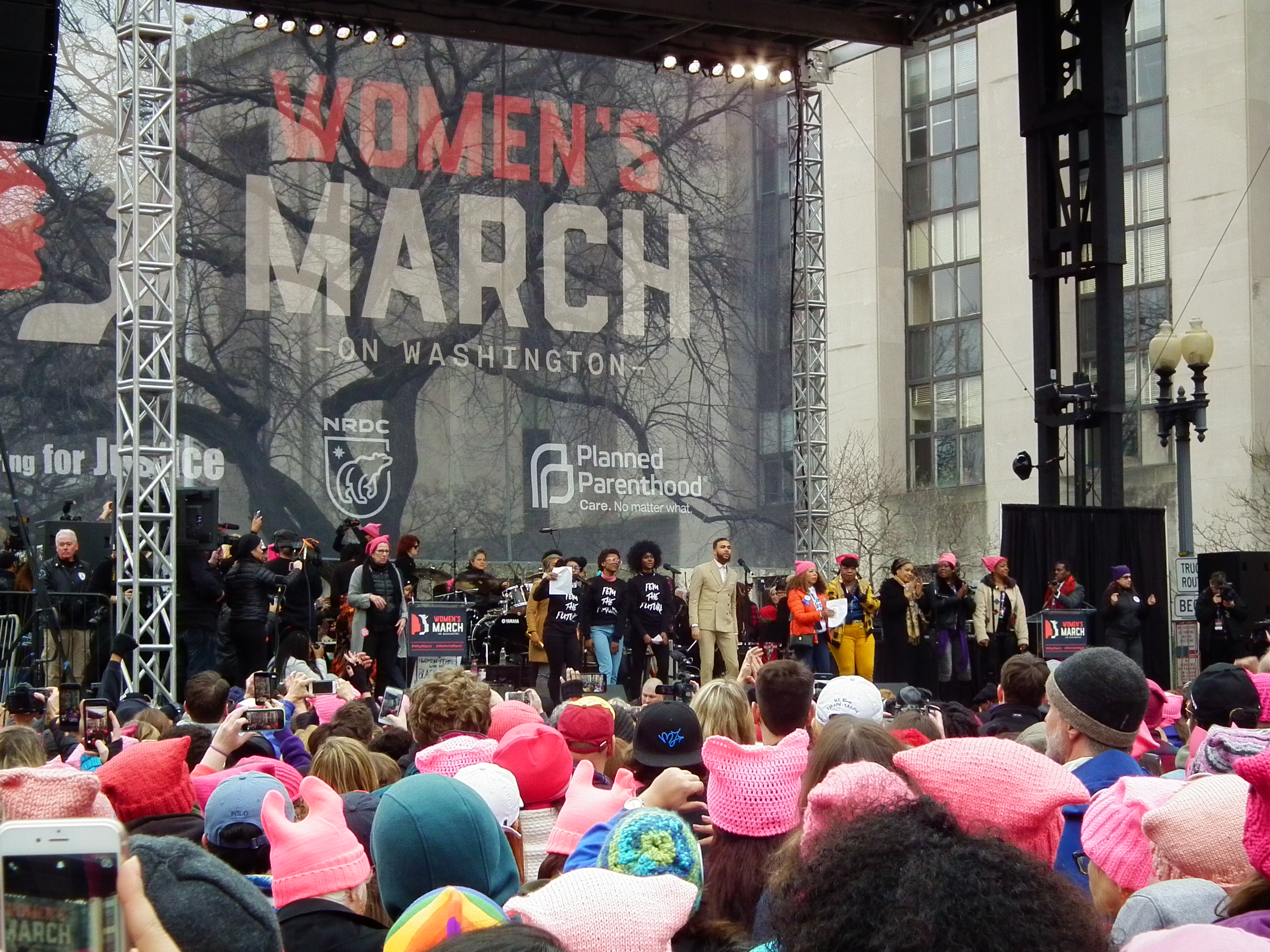
Women's March - Washington DC 2017

L'utilizzo dei media digitali, che contribuisce a dare al movimento una dimensione globale e transnazionale, è l'elemento fondamentale che caratterizza il femminismo di quarta ondata. Grazie alla diffusione degli smartphone e dei social network l'attivismo diventa un hashtag, e arriva alla portata di tutti, traducendo pratiche individuali in azioni globali ed avvenimenti della vita quotidiana in spunti per la partecipazione politica.— Attraverso la rete negli ultimi anni si sono diffusi numerosi movimenti di donne e per le donne, come #MeToo, che da semplice hashtag a sostegno delle donne vittime di molestie da parte del produttore cinematografico Harvey Weinstein, è diventato una sorta di contenitore, un angolo in cui restano raccolte le storie di donne di ogni provenienza, età e classe sociale che scelgono di raccontare le molestie subite, dal pappagallismo ai casi più gravi. Piattaforme come Twitter sono diventate un mezzo per la creazione di numerose iniziative a favore delle donne, come le Women’s march, organizzate nelle principali città americane dopo l’elezione di Donald Trump a presidente, per contrastare le sue frasi misogine e manifestare il proprio dissenso.

### Critiche
Il femminismo veicolato in modo massiccio attraverso la rete ha raccolto negli ultimi anni anche numerose critiche. Si è fatto notare il rischio che il tema, messo a disposizione della società dei consumatori, possa essere distorto per entrare al servizio di interessi commerciali. Il "femminismo pop" veicolato dagli influencer è spesso accusato di non voler realmente criticare l'oppressione causata dal sistema patriarcale, ma semplicemente di fornire un modello all'ultima moda da seguire per vendere prodotti legati ad un'idea consumista di donna emancipata, che non rappresenta in alcun modo la reale complessità di un percorso di ridefinizione di sé finalizzato al raggiungimento di una rottura con le strutture tradizionali.
Secondo molti critici, l'obiettivo è chiaro: adattare i due sessi alle esigenze del sistema capitalistico. La donna, più incline a decisioni d'acquisto emotive, è diventata un target prezioso per l'industria del consumo. L'uomo, invece, è stato trasformato da figura paterna e risparmiatrice in un consumatore individuale, sempre alla ricerca della novità.

## Inclusione maschile
La quarta ondata femminista è contraddistinta dal sorgere di un nuovo argomento di discussione: la sempre più frequente tendenza all’inclusione maschile nel movimento femminista. Il dibattito è stato ed è acceso. Alcuni sostengono che il femminismo debba essere un luogo di inclusione che capovolga la norma patriarcale di netta divisione e rivalità tra sessi, e che riconosca che il problema dell’oppressione delle donne riguarda tutti, non solo queste ultime: soltanto permettendo agli uomini di comprendere qual è la battaglia delle donne ed ottenendo la loro partecipazione sarà possibile avere successo; inoltre anche gli stessi uomini sono ora descritti come vittime dell'ordine patriarcale, secondo le teorie accademiche espresse dai Men's Studies.
A questa visione si oppongono le femministe di orientamento separatista, che sostengono che il femminismo debba restare uno spazio di e per donne: gli uomini hanno sempre avuto numerosi spazi. La presenza maschile nel movimento è letta dunque come un ostacolo al raggiungimento del cambiamento sociale in quanto rende possibile la reiterazione di dinamiche patriarcali e sessiste.